# 현대캐피탈 해킹 사건
현대캐피탈 해킹 사건은 2011년 4월 8일에 현대캐피탈의 고객 정보가 해킹으로 유출된 사건이다. 175만 명의 개인정보가 유출된 것으로 알려졌다.

## 같이 보기
- 농협 전산망 마비 사태